# Camuflagem ativa

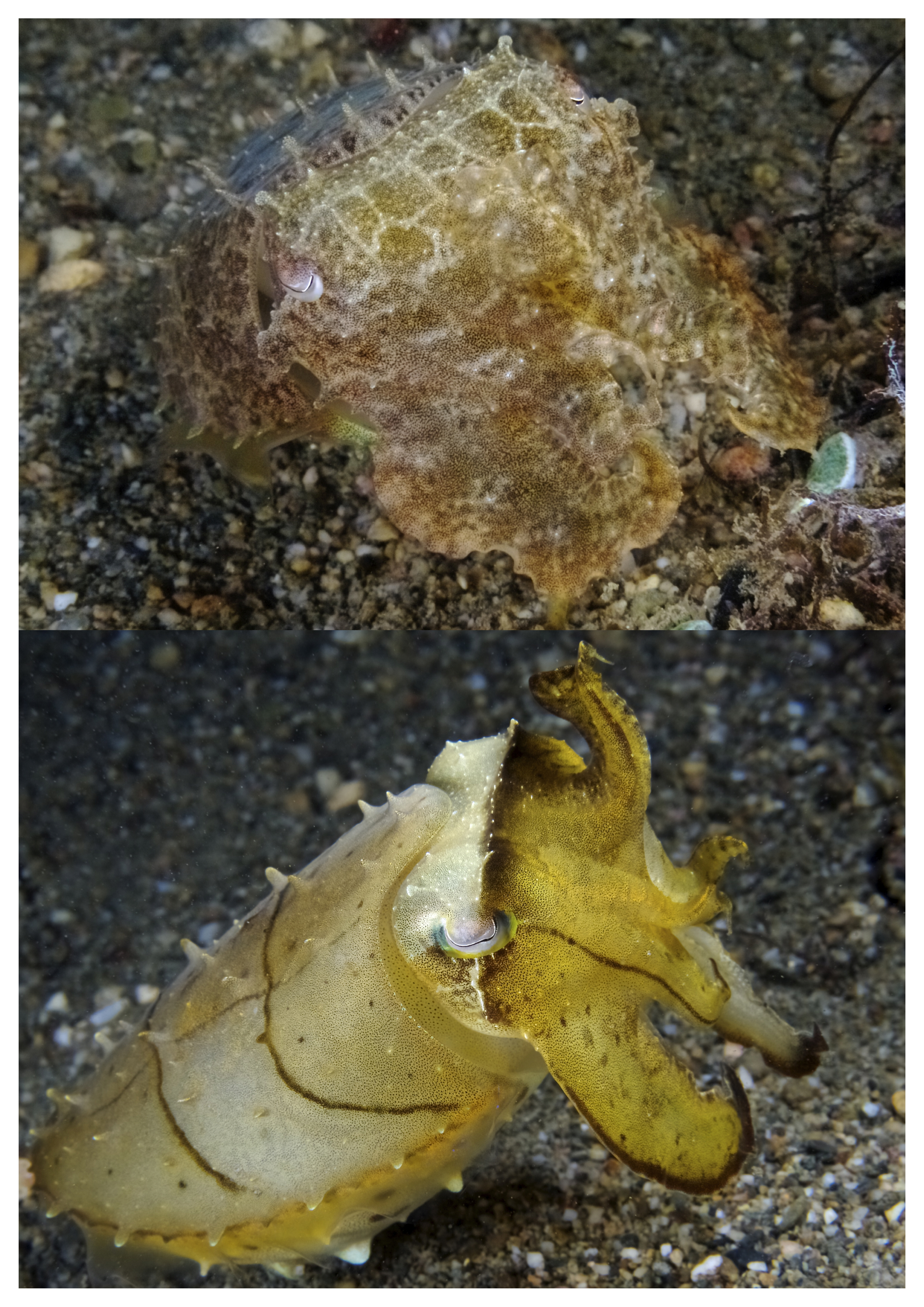
Os moluscos cefalópodes, como este choco, podem mudar rapidamente de cor para sinalizar ou combinar seus antecedentes.

Camuflagem ativa ou camuflagem adaptativa é um camuflagem que se adapta,muitas vezes, rapidamente, para o meio ao redor de um objeto, tal como um animal ou um veículo militar. Em teoria, a camuflagem ativa poderia oferecer uma ocultação perfeita da detecção visual.
A camuflagem ativa é usada em vários grupos de animais, incluindo répteis em terra, moluscos cefalópodes e pleuronectiformes no mar. Os animais alcançam camuflagem ativa tanto por mudança de cor quanto (entre animais marinhos como lulas) por contrailuminação, com o uso de bioluminescência.
A camuflagem militar de contrailuminação foi investigada pela primeira vez durante a Segunda Guerra Mundial para uso marítimo. Pesquisas mais recentes têm como objetivo obter crípse usando câmeras para detectar o fundo visível e controlando os painéis Peltier ou revestimentos que podem variar sua aparência.

## Em pesquisa

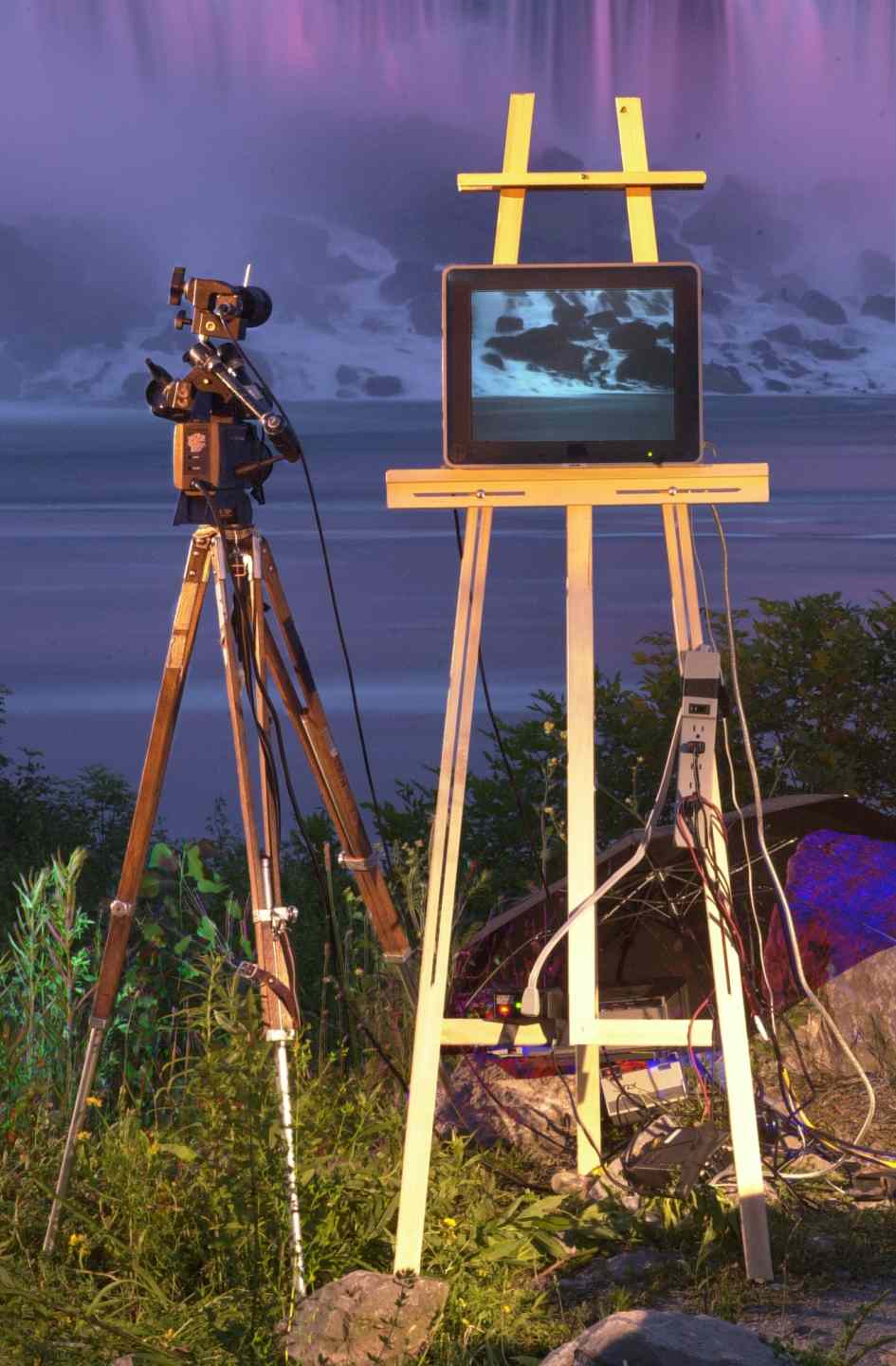
Ilustrando o conceito: a captura ativa de imagens e a re-exibição cria uma "transparência ilusória", também conhecida como "camuflagem óptica".

A camuflagem ativa fornece ocultação, tornando um objeto não apenas geralmente semelhante ao ambiente, mas efetivamente invisível com "transparência ilusória" através de mimetismo preciso e alterando a aparência do objeto à medida que as mudanças ocorrem em seu plano de fundo.

### Pesquisa inicial

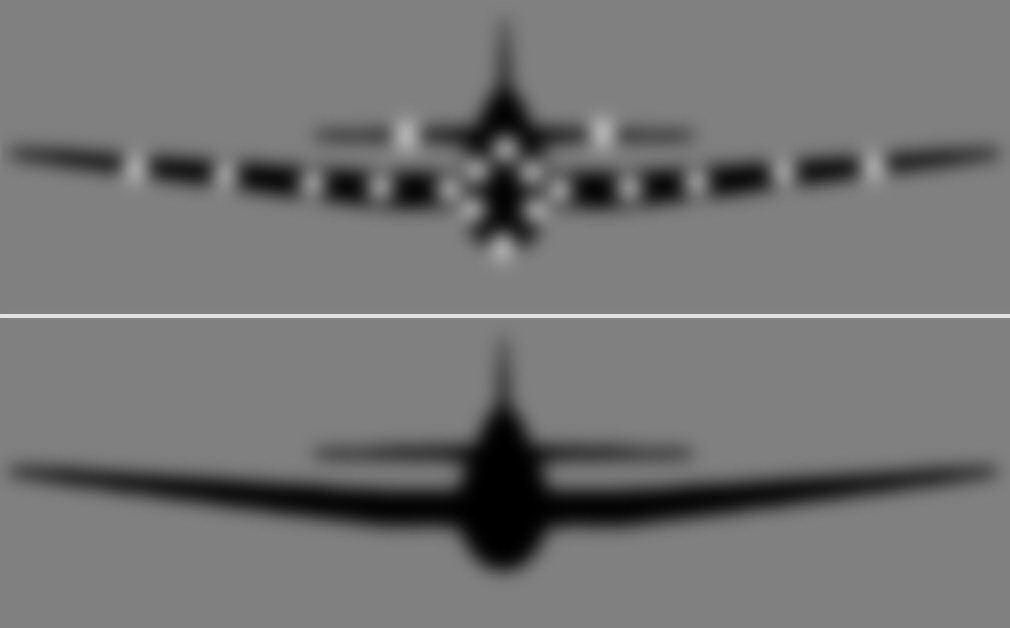
O protótipo de Luzes Yehudi elevando o brilho médio de um Grumman Avenger de uma forma escura para a mesma do céu.

O interesse militar pela camuflagem ativa tem suas origens nos estudos da Segunda Guerra Mundial sobre contrailuminação. A primeira delas foi a chamada camuflagem de iluminação difusa testada em corvetas da Marinha Canadense, incluindo HMCS Rimouski. Isso foi seguido nas forças armadas dos Estados Unidos da América com o projeto de luzes Yehudi em transportes aéreos e testes em navios da Marinha Real e da Marinha dos EUA. O projeto de luzes Yehudi colocou luzes azuis de baixa intensidade nas aeronaves. Como o céu está claro, uma aeronave não iluminada (de qualquer cor) pode ficar visível. Ao emitir uma pequena quantidade medida de luz azul, o brilho médio da aeronave corresponde melhor ao do céu, e a aeronave é capaz de voar mais perto de seu alvo antes de ser detectada.

### Possíveis tecnologias
A camuflagem ativa agora pode se desenvolver usando diodos orgânicos emissores de luz (OLEDs) e outras tecnologias que permitem que as imagens sejam projetadas em superfícies com formas irregulares. Usando dados visuais de uma câmera, talvez um objeto possa ser camuflado o suficiente para evitar a detecção pelo olho humano e por sensores ópticos quando estacionário. A camuflagem é enfraquecida pelo movimento, mas a camuflagem ativa ainda pode dificultar a visualização dos alvos em movimento. No entanto, a camuflagem ativa funciona melhor em uma direção de cada vez, exigindo conhecimento das posições relativas do observador e do objeto oculto.

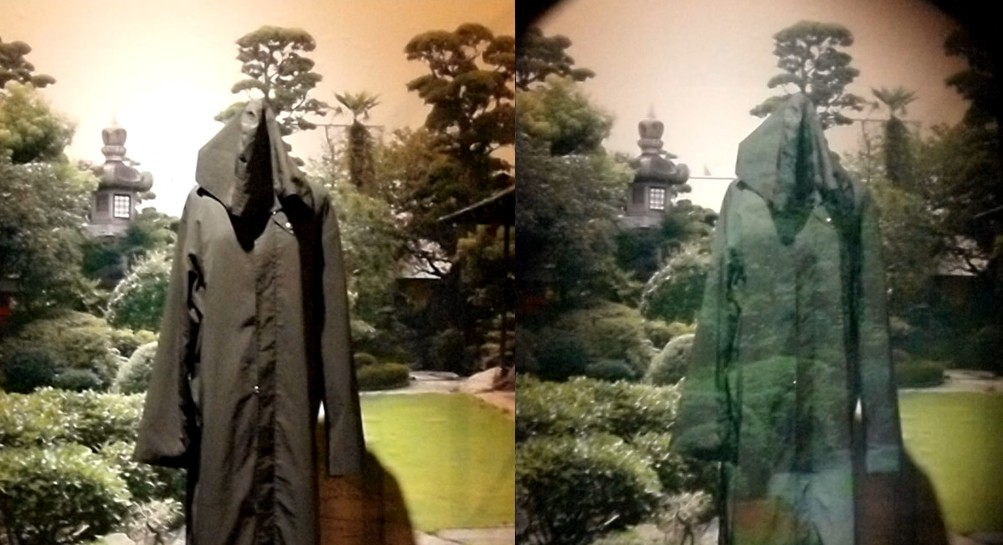
Uma capa de invisibilidade usando camuflagem ativa por Susumu Tachi. Esquerda: O pano visto sem um dispositivo especial. Direita: O mesmo tecido visto através de um projetor meio-espelho parte da Tecnologia de Projeção Retrorreflexiva

A tecnologia de camuflagem ativa existe apenas em protótipos de teoria e de prova de conceito. Em 2003, pesquisadores da Universidade de Tóquio, sob Susumu Tachi, criaram um protótipo de sistema de camuflagem ativa usando material impregnado com contas de vidro retrorrefletivas. O espectador fica na frente do pano, vendo o pano através de uma placa de vidro transparente. Uma câmera de vídeo atrás do pano captura o fundo atrás do pano. Um projetor de vídeo projeta essa imagem na placa de vidro inclinada de modo que ela atue como um espelho parcial refletindo uma pequena parte da luz projetada no pano. Os retrorrefletores no pano refletem a imagem de volta para a placa de vidro que, refletindo apenas fracamente, permite que a maior parte da luz retrorrefletida passe para ser vista pelo espectador. O sistema só funciona quando visto de um determinado ângulo.
A óptica phased-array (PAO) implementaria camuflagem ativa, não produzindo uma imagem bidimensional do cenário de fundo em um objeto, mas pela holografia computacional para produzir um holograma tridimensional do cenário de fundo em um objeto a ser oculto. Ao contrário de uma imagem bidimensional, a imagem holográfica parece ser o cenário real atrás do objeto, independentemente da distância ou do ângulo de visão do espectador.

### Protótipos militares
Em 2010, a empresa israelense Eltics criou um protótipo inicial de um sistema de ladrilhos para camuflagem de veículos por infravermelho. Em 2011, a BAE Systems anunciou sua tecnologia de camuflagem por infravermelho, Adaptiv. Ele usa cerca de 1000 painéis Peltier hexagonais para cobrir as laterais de um tanque. Os painéis são aquecidos e resfriados rapidamente para combinar com a temperatura do ambiente do veículo ou com um dos objetos da "biblioteca" do sistema de camuflagem térmica, como caminhão, carro ou pedra grande.

## Em animais

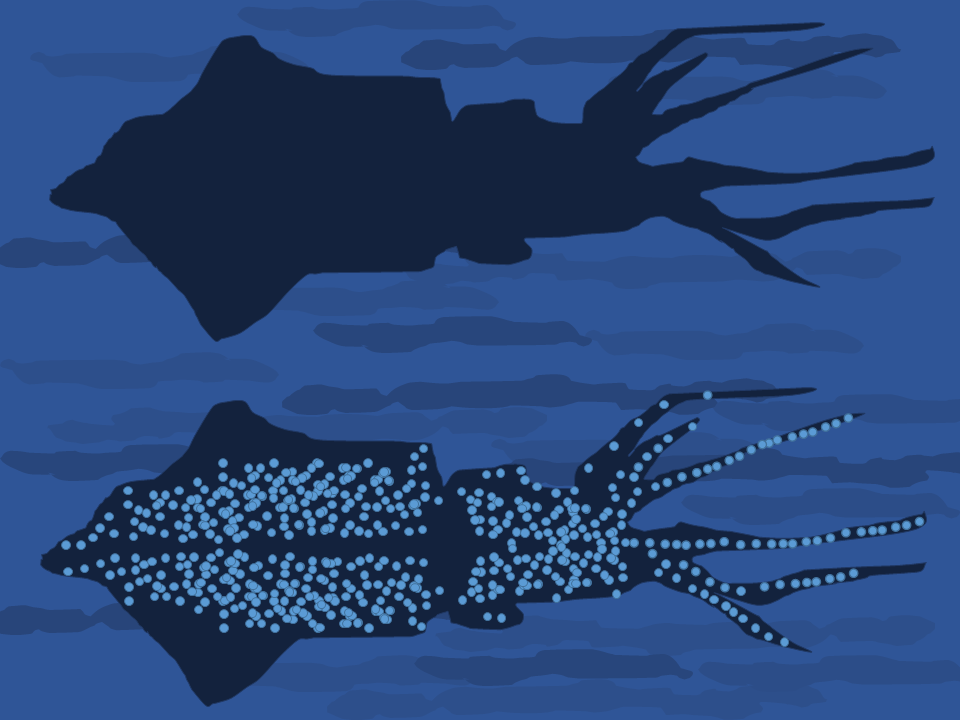
Camuflagem de contrailuminação da lula vaga-lume, Watasenia scintillans usa bioluminescência para combinar com o brilho e a cor da superfície do mar acima.

A camuflagem ativa é usada em vários grupos de animais, incluindo moluscos cefalópodes, peixe, e répteis. Existem dois mecanismos de camuflagem ativa em animais: camuflagem de contrailuminação e mudança de cor.

### Contrailuminação
A contrailuminação é camuflada usando a produção de luz para se misturar contra um fundo iluminado. No mar, a luz desce da superfície; portanto, quando os animais marinhos são vistos de baixo, eles parecem mais escuros do que o fundo. Algumas espécies de cefalópodes, como a abralia veranyi e a lula vaga-lume, produzem luz nos fotóforos na parte de baixo para combinar com o fundo. A bioluminescência é comum entre os animais marinhos, portanto a contrailuminação pode ser generalizada, embora a luz tenha outras funções, incluindo atrair presas e sinalização.

### Mudança de cor

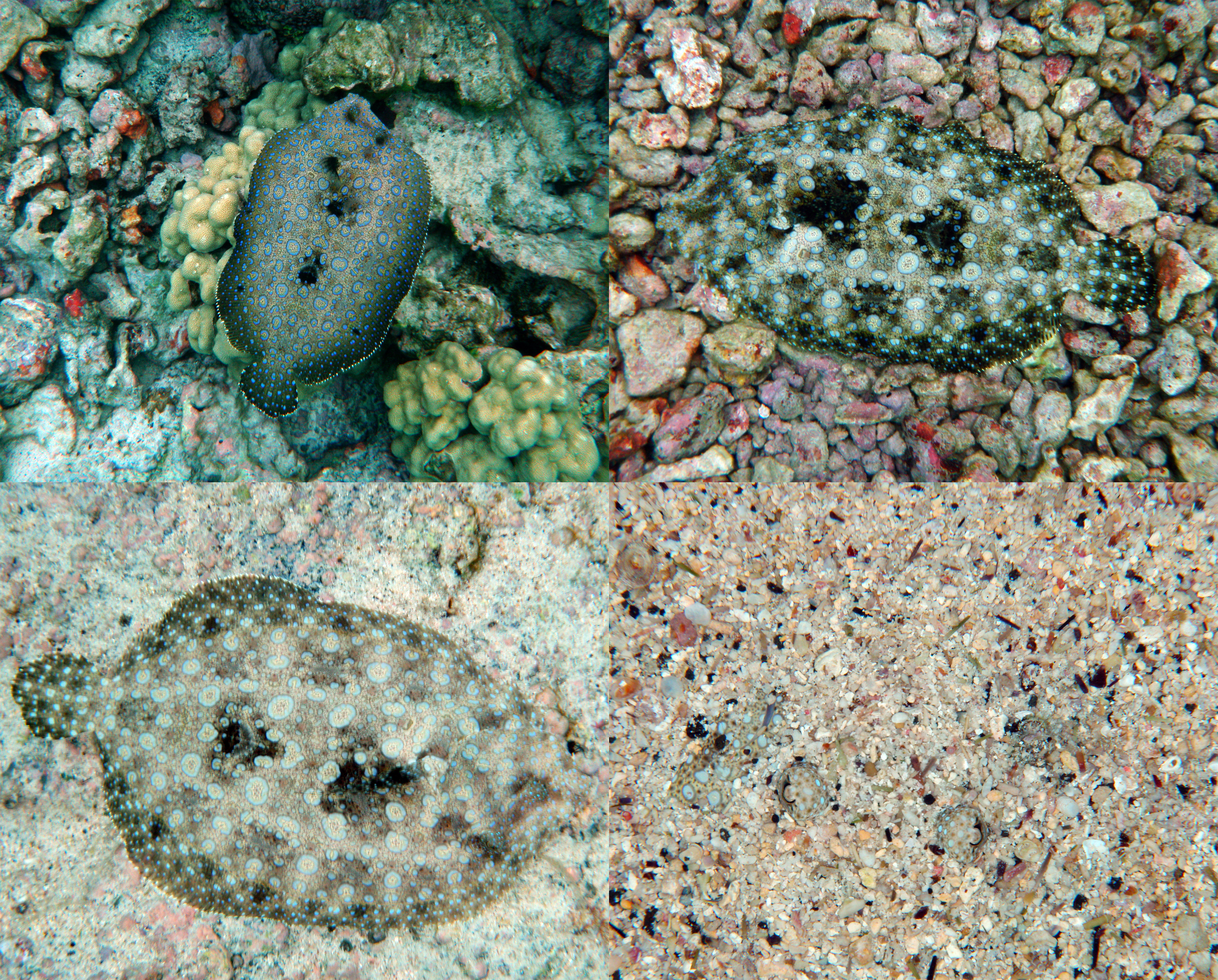
Quatro quadros de uma Bothus mancus mostram sua capacidade de combinar sua coloração com o fundo do mar ao seu redor e por baixo.

A mudança de cor permite camuflar contra diferentes origens. Muitos cefalópodes, incluindo polvos, chocos e lulas, e alguns anfíbios e répteis terrestres, incluindo camaleões e anoles, podem mudar rapidamente de cor e padrão, embora as principais razões para isso incluam sinalização, não apenas camuflagem. A camuflagem ativa de cefalópodes estimulou a pesquisa militar nos Estados Unidos.
A camuflagem ativa por mudança de cor é usada por muitos peixes chatos de fundo, como solha, sola e linguado, que copiam ativamente os padrões e cores do fundo do mar abaixo deles. Por exemplo, o linguado tropical Bothus ocellatus pode combinar seu padrão com "uma ampla variedade de texturas de fundo" em 2 a 8 segundos. Da mesma forma, o peixe de recife de coral, o parablennius marmoreus pode combinar sua coloração com o ambiente.

## Em ficção
Os antagonistas de mesmo nome nos filmes Predator usam camuflagem ativa. Muitos jogos eletrônicos, como a franquia Halo, Deus Ex: Human Revolution, e a série Crysis, jogadores podem obter e usar dispositivos de camuflagem.